# Behaving Badly – Brav sein war gestern
Behaving Badly – Brav sein war gestern (Originaltitel: Behaving Badly) ist eine US-amerikanische Filmkomödie aus dem Jahr 2014 mit Nat Wolff, Selena Gomez und Austin Stowell in den zentralen Hauptrollen. Der Film basiert teilweise auf dem autobiografischen Roman Füttre den Hund, während ich tot bin von Ric Browne. Der Film sollte am 5. September 2014 in die US-amerikanischen Kinos anlaufen, während er in Deutschland bereits am 23. Juni direkt auf DVD veröffentlicht wurde. Im Vereinigten Königreich feierte der Film am 9. Juni 2014 Weltpremiere.

## Handlung
Rick Stevens gehört in seiner Schule nicht gerade zu den beliebtesten, da er noch Jungfrau ist. Dies will er jedoch sehr schnell ändern. Außerdem hat er mit seiner alkoholkranken Mutter Lucy, seiner Schwester Kristen und seinem Bruder Steven zu kämpfen, die alle ihre eigenen Probleme haben. Lucy kommt nicht vom Alkohol weg, da ihr Mann und der Vater ihrer Kinder sie mal wieder sitzen gelassen hat. Kristen arbeitet nebenher als Stripperin und träumt davon an der Universität angenommen zu werden, was sie letzten Endes auch schafft. Steven ist fitnessverrückt und kann nicht zu seiner Homosexualität stehen. Trotzdem träumt Rick davon mit Nina Pennington zusammenzukommen. Als der litauische Mitschüler Karlis Malinauskas ihm eine Wette vorschlägt, nimmt er diese an. Die beiden wetten, dass es Rick nicht schafft Nina innerhalb von zwei Wochen ins Bett zu bekommen. Sollte er die Wette verlieren, muss er Karlis 1.000 US-Dollar zahlen. Rick arbeitet nebenher im selben Stripclub wie Kristen und erledigt Dienstgänge für den Besitzer Jimmy Leach. Als ihn ein Auftrag zu einer Prostituierten führt, die ihn oral befriedigt, erzählt er dies seinem Kumpel Billy Bender. Da Billy früher gehen muss, bleibt Rick mit Mrs. Bender alleine zurück, die ihn schließlich verführt und entjungfert. Die beiden haben daraufhin mehrere Male Sex miteinander.
Auf der Beerdigung eines Lehrers, der plötzlich im Unterricht verstarb, kommt Rick Nina näher, die sich zuvor von ihrem Freund Kevin Carpenter getrennt hat. Auf dem Weg nach Hause hören sie Ninas Lieblingslied von Josh Groban und Rick behauptet, Josh persönlich zu kennen und an Backstage-Pässe zu kommen. Nina ist begeistert und verabredet sich mit ihm für den nächsten Tag. Rick hat die Idee Jimmy zu fragen. Der bietet ihm an, einen Drogendeal abzuhalten und im Gegenzug die Pässe zu bekommen. Jedoch zieht Jimmy Rick über den Tisch, der daraufhin mit Nina und Billy, den er notgedrungen mitnehmen musste, vor einem Motel steht. Dort treffen sie auf Billys Vater, der Sex mit Ricks Vater und einer Prostituierten hat. Rick erpresst seinen Vater damit, dass er seiner Mutter nichts von dem kaputten Auto erzählt, welches er zuvor beschädigt hat.
Nach dem desaströsen ersten Date unternehmen Nina und Rick immer öfter etwas zusammen. So erfährt Rick, dass Nina später Priesterin werden will und neben der Schule ehrenamtlich arbeitet. Die zwei Wochen sind fast rum, als Rick erkennt, dass er Nina viel zu sehr liebt, um sie nur ins Bett zu kriegen. Er und Billy haben die Idee, die Party von Kristen und ihren Stripperfreundinnen zu nutzen, um Geld zu verdienen. Dummerweise steht auch Nina plötzlich im Raum und will mit Rick reden. Als sie sich gerade küssen wollen, stürmt Mrs. Bender, die eifersüchtig ist, herein und macht Rick an. Nina ist entsetzt, dass sie sich so in Rick getäuscht hat und als sie auch noch erfährt, dass er eine Wette über sie abgeschlossen hat, will sie ihn mit ihrer Handtasche schlagen, trifft aber nur einen Polizisten, da das Haus von der Polizei gestürmt wurde. Nina, Billy und einige andere Gäste werden verhaftet. Mit Hilfe der Anwältin Anette Stratton-Osborne holt Rick die anderen aus dem Gefängnis. Als Lucy einen Selbstmord versucht und beinah daran stirbt, erkennt Rick, dass es wichtigeres im Leben gibt als Sex – seine Familie. Er hilft seiner Mutter sich von seinem Vater zu trennen, seinem Bruder, zu seiner Homosexualität zu stehen, und verschafft Kristen einen Studienplatz. Er spricht sich mit Mrs. Bender aus und versöhnt sich mit Nina, die er am Ende küsst.

## Hintergrund
Der Film entstand in Zusammenarbeit von Mad Chance und Starboard Entertainment. Die Dreharbeiten fanden im August 2012 an der John Burroughs Middle School in Los Angeles, Kalifornien, statt. Ursprünglich sollte der Film auf den gleichen Titel wie der Roman While I’m Dead...Feed the Dog lauten. Doch dann wurde der Titel während der Dreharbeiten auf Parental Guidance Suggested umgeändert. Da der Film jedoch ähnlich hieß wie der 2012 veröffentlichte Film Parental Guidance, wurde dann schließlich Behaving Badly der endgültige Originaltitel.
Anfang Juni 2014 wurde bekannt, dass Justin Bieber einen Cameo-Auftritt als Sträfling in dem Film haben wird.

## Synchronisation
| Rolle                    | Darsteller         | Deutsche Sprecher    |
| ------------------------ | ------------------ | -------------------- |
| Rick Stevens             | Nat Wolff          | Tim Kreuer           |
| Nina Pennington          | Selena Gomez       | Gabrielle Pietermann |
| Lucy Stevens             | Mary-Louise Parker | Melanie Pukaß        |
| Annette Stratton-Osborne | Heather Graham     | Bianca Krahl         |